# Slovenská autobusová doprava

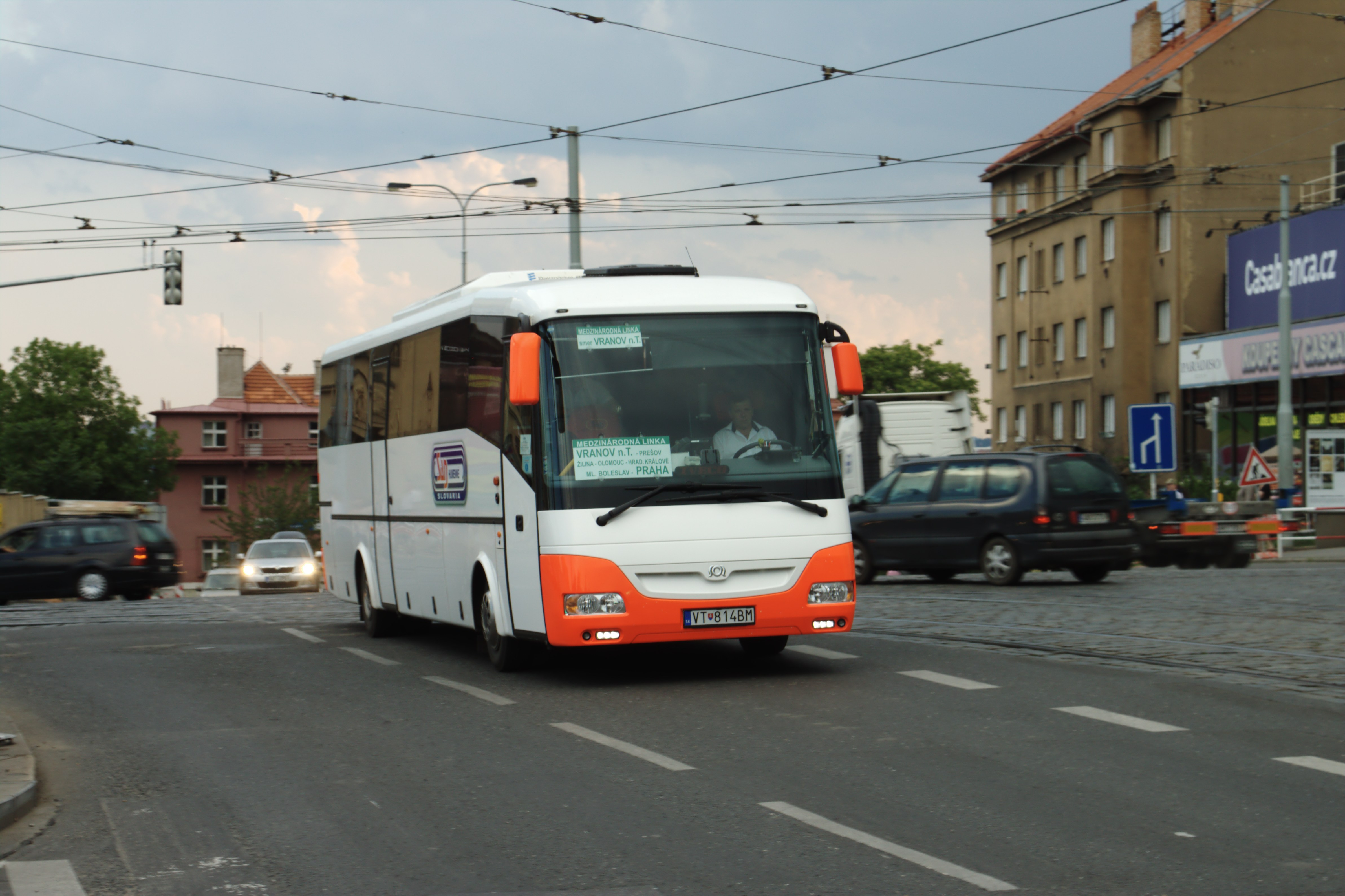
Autobus SAD Humenné vypravený na mezinárodní linku do Prahy

Slovenská autobusová doprava (v některých případech původně Slovenská automobilová doprava), zkratkou SAD, je původní společná značka slovenských autobusových dopravců, kteří v letech 1993 a 1994 navázali na činnost dřívějších autobusových provozů slovenských podniků ČSAD. Podílejí se podstatnou měrou na dálkové, regionální a příměstské autobusové dopravě na území Slovenska, v mnoha zejména menších městech provozují též městskou autobusovou dopravu.

## Historie
Do roku 1993 působilo na území Slovenska pět podniků ČSAD, a to:
- Československá automobilová doprava, štátny podnik Bratislava (od roku 1989)
- Československá automobilová doprava, štátny podnik Banská Bystrica (od roku 1989)
- Československá automobilová doprava, štátny podnik Košice (od roku 1989 do července 1993 Československá štátna automobilová doprava, štátny podnik Košice)
- Československá automobilová doprava, štátny podnik Dolný Kubín (vytvořený roku 1990)
- Československá automobilová doprava, štátny podnik Žilina (vytvořený roku 1991).

Od ledna 1994 byla ze slovenských podniků Československej (štátnej) automobilovej dopravy vyčleněna nákladní doprava do podniků s názvy Nákladná doprava (NAD nebo ND). Dosavadní podniky ČSAD byly v letech 1993 a 1994 postupně přejmenovány a transformovány na podniky autobusové dopravy s názvy Slovenská automobilová doprava či Slovenská autobusová doprava (SAD). Pro autobusovou dopravu tak vznikla pětice státních podniků:
- Slovenská autobusová doprava, štátny podnik Bratislava (vznik v lednu 1994)
- Slovenská autobusová doprava Banská Bystrica, štátny podnik (vznik v lednu 1994)
- Slovenská automobilová doprava, štátny podnik Košice (vznik v srpnu 1993), od ledna 1994 Slovenská autobusová doprava, štátny podnik, Košice.
- Slovenská automobilová doprava, štátny podnik Dolný Kubín (od roku 1993)
- Slovenská automobilová doprava, štátny podnik Žilina (od listopadu 1993).

V letech 1995 a 1996 byly z původních podniků odštěpeny desítky lokálních státních podniků, který vždy měly název SAD s názvem sídelního města. Jako první byl v roce 1994 zkušebně privatizován podnik SAD Skalica (SKAND Skalica), v roce 1995 pak následoval podnik SAD Stará Ľubovňa (BUS KARPATY spol. s r.o.).
V roce 1999 byly v rámci příprav na privatizaci zbývající státní podniky opět poslučovány do 17 větších státních podniků. Ty byly postupně v letech 2001 a 2002 transformovány v akciové společnosti a v letech 2002–2005 stát prostřednictvím Fondu národního majetku SR prodal většinové podíly všech 17 společností a ponechal si menšinové podíly kolem 40 % (37,84 % až 44,01 %), celková hodnota těchto státních podílů činila v roce 2010 přes 72 milionů eur. Fond národného majetku SR na základě programového prohlášení vlády v roce 2010 plánoval privatizovat i tyto státní podíly, z toho v 11 společnostech veřejnou obchodní soutěží a v 6 společnostech přímým prodejem.

## Dnešní podniky
Některé z nástupnických společností nesou název SAD dodnes, některé nadále používají i loga odvozená ze známého symbolu ČSAD.
14 velkých slovenských autobusových dopravců, kteří jsou pokračovateli podniků ČSAD, resp. SAD, je sdruženo ve Svazu autobusové dopravy (ZAD). Jeho členy jsou:
- BUS KARPATY spol. s r.o., Stará Ľubovňa, do roku 1995 státní podnik SAD Stará Ľubovňa
- eurobus, a.s., Košice, další provozovny Rožňava, Spišská Nová Ves (společnost vznikla v roce 2001 sloučením podniků SAD Košice, SAD Rožňava a SAD Spišská Nová Ves.)
- SAD Humenné, a.s., Humenné (další provozovny Stropkov, Svidník, Vranov nad Topľou)
- Slovak Lines, a.s., do února 2007 Slovenská autobusová doprava Bratislava, akciová společnost, ve zkratce SAD Bratislava, Bratislava, další provozovna Malacky
- Slovenská autobusová doprava Lučenec, akciová spoločnosť, Lučenec (další provozovny Revúca, Rimavská Sobota)
- ARRIVA Michalovce, akciová společnost, dříve Slovenská autobusová doprava Michalovce, akciová spoločnosť, Michalovce, další provozovny Kráľovský Chlmec, Sobrance, Trebišov
- ARRIVA Nové Zámky, akciová společnost, dříve Slovenská autobusová doprava Nové Zámky, akciová spoločnosť, Nové Zámky, další provozovny Komárno, Levice, Šaľa, Štúrovo
- Slovenská autobusová doprava Poprad, akciová spoločnosť, Poprad (další provozovny Levoča, Kežmarok vzniklá přičleněním SAD Kežmarok od 1. června 1998)
- SAD Prešov, a.s., Prešov (další provozovna Bardejov)
- SAD Prievidza, a.s., Prievidza (další provozovny Bánovce nad Bebravou, Partizánske)
- Slovenská autobusová doprava Trenčín, akciová spoločnosť, Trenčín (další provozovny Ilava, Myjava, Nové Mesto nad Váhom, Považská Bystrica)
- ARRIVA Nitra, do června 2013 Veolia Transport Nitra a.s., do konce června 2008 SAD Nitra a.s.,Nitra, další provozovny Topoľčany, Zlaté Moravce
- Slovenská autobusová doprava Zvolen, akciová spoločnosť, Zvolen (další provozovny Banská Bystrica, Brezno, Detva, Modrý Kameň, Žarnovica, Žiar nad Hronom, Krupina - bývalá SAD Krupina přičleněná 1. června 1998 k SAD Zvolen)
- Slovenská autobusová doprava Žilina, akciová spoločnosť, Žilina (další provozovny Čadca, Martin)

Dalšími autobusovými dopravci jsou: 
- SAD Banská Bystrica, a.s., Banská Bystrica, provozovna Brezno
- SAD Dunajská Streda, a.s., Dunajská Streda
- SAD LIORBUS a. s., Ružomberok, další provozovny Dolný Kubín, Liptovský Mikuláš, Námestovo, Trstená. V létě 2015 ji získala skupina Arriva.
- SAD Trnava a. s., Trnava, další provozovny Hlohovec, Piešťany, Senica. V létě 2015 ji získala skupina Arriva.
- SKAND Skalica, do roku 1994 SAD Skalica